# Scoochie Smith
Dayshon Smith, detto Scoochie (Bronx, 11 novembre 1994), è un cestista statunitense.

## Statistiche

### College
| Anno      | Squadra       | PG  | PT  | MP   | TC%  | 3P%  | TL%  | RP  | AP  | PRP | SP  | PP   |
| --------- | ------------- | --- | --- | ---- | ---- | ---- | ---- | --- | --- | --- | --- | ---- |
| 2013-2014 | Dayton Flyers | 37  | 1   | 17,3 | 35,3 | 27,4 | 56,7 | 1,3 | 2,0 | 0,7 | 0,1 | 3,6  |
| 2014-2015 | Dayton Flyers | 36  | 35  | 32,8 | 41,4 | 38,0 | 75,5 | 3,1 | 3,8 | 1,4 | 0,1 | 9,2  |
| 2015-2016 | Dayton Flyers | 33  | 33  | 31,2 | 43,9 | 38,2 | 66,7 | 3,5 | 4,3 | 1,3 | 0,2 | 11,7 |
| 2016-2017 | Dayton Flyers | 32  | 32  | 31,3 | 46,8 | 38,8 | 77,2 | 3,1 | 4,5 | 1,6 | 0,1 | 13,8 |
| Carriera  | Carriera      | 138 | 101 | 27,9 | 42,9 | 36,8 | 71,5 | 2,7 | 3,6 | 1,2 | 0,1 | 9,3  |

### G League
| Anno      | Squadra       | PG | PT | MP   | TC%  | 3P%  | TL%  | RP  | AP  | PRP | SP  | PP   |
| --------- | ------------- | -- | -- | ---- | ---- | ---- | ---- | --- | --- | --- | --- | ---- |
| 2017-2018 | Canton Charge | 8  | 7  | 34,6 | 51,9 | 52,3 | 60,0 | 4,3 | 8,1 | 1,6 | 0,5 | 14,3 |
| 2018-2019 | Canton Charge | 50 | 46 | 33,5 | 38,1 | 33,5 | 80,0 | 4,5 | 6,5 | 1,7 | 0,3 | 12,2 |
| 2019-2020 | F.W. Mad Ants | 11 | 4  | 22,6 | 40,3 | 24,2 | 69,2 | 2,2 | 3,5 | 1,3 | 0,1 | 7,2  |
| Carriera  | Carriera      | 69 | 57 | 31,9 | 39,8 | 35,0 | 77,0 | 4,1 | 6,2 | 1,6 | 0,3 | 11,7 |